# マルティン・キッペンベルガー
マルティン・キッペンベルガー（Martin Kippenberger、1953年2月25日 - 1997年3月7日）は、ドイツの芸術家で、大酒飲みで挑発的でひょうきんな一面と同様に、多岐にわたる表現方法と大量の作品で知られる。
ニューヨーク・タイムズのロベルタ・スミスによると、キッペンベルガーは同世代のドイツの美術家の中で最も才能があったと広くみなされている。
彼はドイツの「恐るべき子どもたち」の世代、アルベルト・ウールン、マルクス・ウールン、ウェルナー・ビュットネル、ゲオルグ・ヘロルド(Georg Herold)、ディーター・ゴルス(Dieter Gols)、ギュンター・フォルグらの中心的存在だった。

## 生涯
キッペンベルガーは2人の姉と2人の妹を持つ、5人の子供の内のただ一人の男の子として、1953年にドルトムントで生まれた。父親はキャサリーナ・エリザベート炭鉱の現場監督、母親は皮膚科医だった。母親がトラックから落ちてきた架台によって事故死した後、彼は生活していくのに十分な遺産を相続した。彼はハンブルク造形美術大学で学び、そこでジグマー・ポルケに直接は教えられていないものの、影響を受けた。その後フィレンツェに滞在。1977年にそこで最初の個展を開催し、1978年にベルリンに移った。
その年、彼はキッペンベルガーズ・オフィスをギーゼラ・カピタンと設立し、彼と彼の周辺のアーティストの展示を開催していった。同じ時期キッペンベルガーはパフォーマンス、映像、音楽のスペースである「SO36」の経営者となり、Grugasというパンクバンドを始め、「ラクサス」というシングルをクリスティーネ・ハーンとエリック・ミッチェルとともに録音した。
ベルリンを離れパリに長期訪問した後、1980年代初頭は、キッペンベルガーはケルンのアートシーンで活躍した。
ケルンでもどこでも、キッペンベルガーは美術作品を精力的に制作した。どうしたらアートが大きな枠組みと様々な異なる観点とを表現できるかについて彼は取り組んだ。
「マルティンはギャラリーのアーティストにものすごく慕われていたよ。」とマックス・ヘツラーは言っている。
ウィーンのギャラリストのペーター・パケシュは、ヘツラー・ギャラリー成功の為にキッペンベルガーは二つの役割で多大な貢献を果たしたと考えている。「道化役とブレインと…マルティンの戦略なしではマックスは初期の頃はやっていけなかっただろう。」
ユタ・コータによると、キッペンベルガーはケルンの外でも知られるようになったムーヴメントをもたらした、まさにその人だった。
1984年、彼は「ロード・ジム・ロッジ」の創設メンバーになった。1989年末にロサンゼルスに移った後、彼はロサンゼルスのヴェニスにあるイタリアンレストラン「カプリ」の株を35％買い入れた。
彼はドイツ南部のザンクト・ゲオルゲン・イム・シュヴァルツヴァルトにある、アートコレクターのグラスリン・ファミリーの元に招待されて、1980年から1981年にかけて滞在した。しばらく離れたあと、働く為だけでなく、不摂生な生活を改善するために1991年から1994年の間にも再び滞在した。
最後の数年はフランクフルト造形美術大学とカッセルアートアカデミーで教鞭をとった。
44歳、肝臓がんによりウィーン総合病院にて死去。

## 作品
自らのイメージを広める際のキッペンベルガーの特定の表現方法やスタイルを採ることへの拒絶は、彫刻、絵画、紙の作品、写真、インスタレーション、使い捨てのもの等を使った、多数かつ多様な作品を生むこととなった。

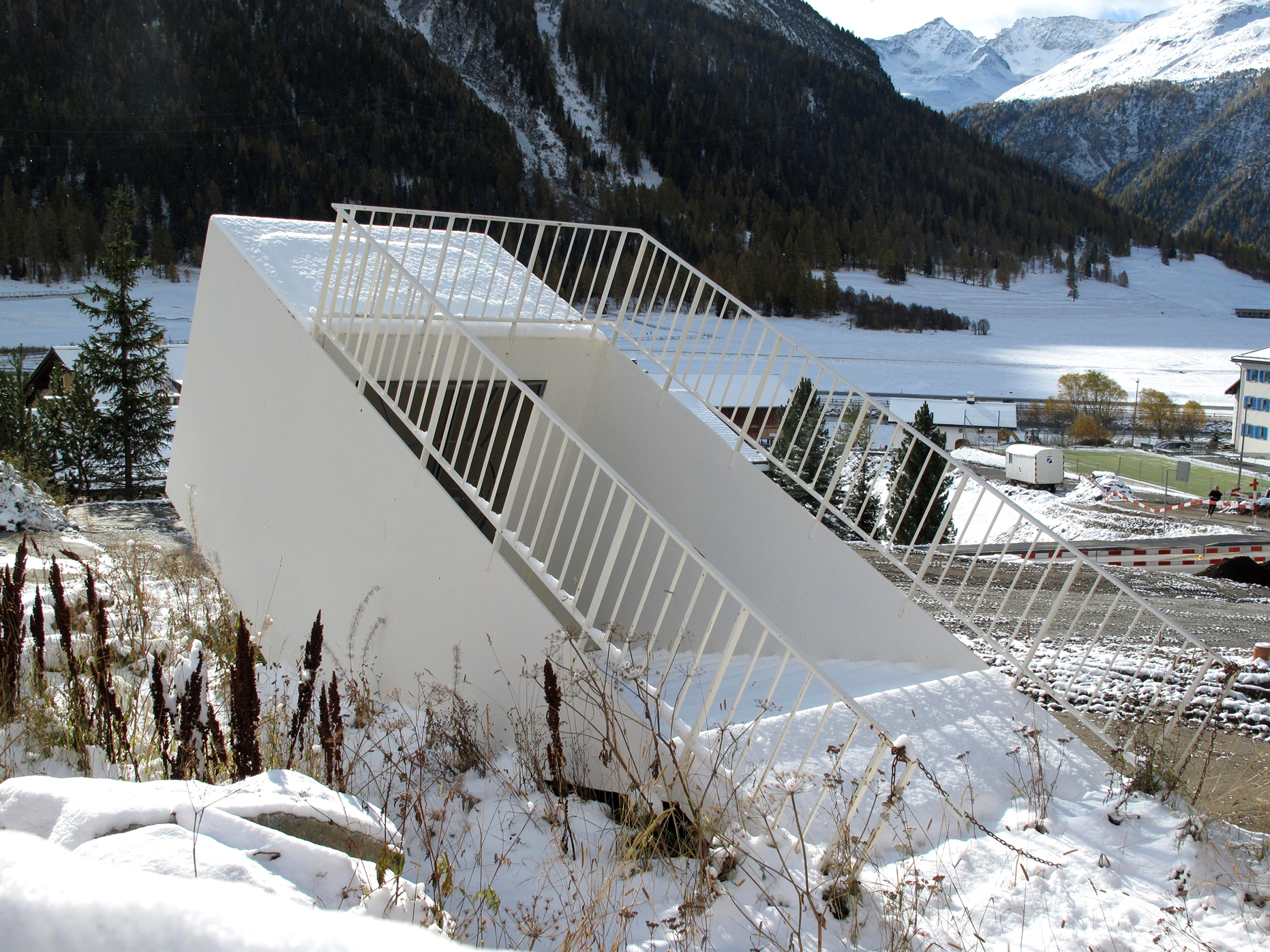
Switzerland, Graubuenden, Madulain - Sculpture by Martin Kippenberger, "Transportabler U-Bahn-Eingang", 2007

1980年代を通じて、キッペンベルガーの作品は強い政治的反響を呼び起こした。1986年のブラジル旅行中、キッペンベルガーはバイーア州のサルヴァドーレにある海に面したガソリンスタンドを買い、「マルティン・ボルマン・ガス・ステーション」と改名させた。
キッペンベルガーは、そのガソリンスタンドを前からあったように見せかけ、マルティン・ボルマンの亡命中の収入源と隠れ家のようにした。伝え聞いたところによると、キッペンベルガーは電話を取り付け従業員に電話で対応する時に、ドイツ語で「ガソリンスタンド・マルティン・ボルマンです。」と答えるように義務付けたそうである。
後には、「Martin, ab in die Ecke und scham Dich（マルティン、隅に寄れ、恥を知れ）（1989）」という、彼が自分を模して作ったいくつかの等身大の着衣のマネキンが壁に向けて置かれている作品が、ネオ・ナチ的だとドイツ人評論家のウォルフガング・マックス・ファウストに非難された。
自分が「絵画が死んだということ」に向きあっていることと、彼の作品が、千年紀の終わりに、新しいものや模倣ではないものをもはや制作することが不可能である。というコンセプトとともに奮闘したことを反映したものである。ということをキッペンベルガーもまた感じていた。
例えば「Blass vor Neid steht er vor deiner Tur（ 淡い羨望、彼はあなたの扉の外に立つ）（1981）」という作品では、21枚のキャンバスがまとまって1つの作品として見せられているが、それぞれのキャンバスはそれぞれにタイトルがつけてあり、形式もバラバラである。
1987年に彼は自分で買ったゲルハルト・リヒターの灰色一色の絵画を、コーヒーテーブルの天板として流用した。「Lieber Maler, Male Mir （親愛なる画家、私の為に描いてくれ）」と題された写実的な絵画のシリーズの為に、彼はウェルナーという名前の商業画家を雇い、描かせ、「ウェルナー・キッペンベルガー」というサインをさせた。
「無題（白い絵画のインスタレーション）」は、"空虚な"白い四角いギャラリー空間への批判として、言語をもとにしたコンセプチャル・アートをめぐる議論への公式な言及になる。
1988年の時点でキッペンベルガーがさらに進めて続くことになっていた、ピカソを暗示した最初の作品シリーズは、現代の引き立て役としての究極の近代的図像に見える。
1962年にデビッド・ダグラス・ダンカンによって撮られた有名な写真で、傲慢そうな裸のピカソがヴォヴナルグ城のステップ立っている、キッペンベルガーが彼の有名な前歴をパロディ化した再現は、自画像というジャンルと男らしさとの関係を、ふざけてくつがえしている。
スペインのカルモナにて引き受けた彼の1988年の自画像のシリーズで最初に選んだモチーフは、誇張された腹より高く白いブリーフをずりあげて履き、自らを鏡に向けている自分自身をキッペンベルガーが描いたものだった。
キッペンベルガーは1988年、その年のほとんどを過ごしたスペインのセビリアで最初のランプ彫刻をつくった。
この作品「酔っぱらいの為の街灯」は1988年のヴェネツィア・ビエンナーレの展示でよく知られるようになった。
ランプ彫刻のもととなったオリジナルのモチーフの写真はキッペンベルガーの1988年の作品集「サイコビルディングス」に、いくつかおさめられている。
1990年、ニューヨークに滞在している間に、キッペンベルガーは作品の柱として、ひとまとめで「ラテックス・オア・ラバー」として知られるペインティングを始めた。
1990年代もロスト・アート・ムーブメントの影響で、 キッペンベルガーは世界規模の地下鉄網の構想を持った。
「世界を結ぶ地下鉄網」シリーズの一部として、地下鉄のニセの入り口部分を、ギリシャのシロス島とカナダのドーソン・シティにキッペンベルガーは私的な依頼により建てた。
死後、ヴェネツィア・ビエンナーレにて、かなりの長さの地下鉄の鉄格子状の蓋が、列車が下を通る音と吹き上げる突風を備え付けて展示された。
「フランツ・カフカの‘アメリカ’のハッピー・エンド（1994）」は、世界全ての雇用にとっての架空のユートピアを探求し、カフカの共同体的な仕事の面接のアイデアを美術作品に置き換えた。
このインスタレーションはさまざまに仕分けられたオブジェと家具からなっており、多数の面接を行う為の競技コートを思い起こさせるように整然と配置された。
そこには、チャールズ・イームズやアルネ・ヤコブセンなどの、20世紀クラシックデザインの40以上ものテーブルとその2倍の数の椅子があった。それらはフリー・マーケットで買われた中古品で、他人が作ったものを使うところが以前のキッペンベルガーの展示との共通点である。
晩年の10年間、キッペンベルガーは一般に「ホテル・ドローイングス」といわれる、ホテルの便箋に書かれたドローイングのシリーズを制作した。（1987‐1997）。最初の作品は聖ペトロの紙の立体彫刻のためのその場限りの構想図だった。彼はその後、ホテル名が上部に印刷された便箋多数に、関係のないインスピレーションや題材をかきとめた。キッペンベルガーが思いついた主題のドローイングシリーズ（科学者の肖像、フランク・シナトラの肖像、戦争画など）が彼の旅先で集められた。彼の後期のコラージュは写真（ポラロイド、スチル写真、雑誌の切り抜き）、版画（ジグマー・ポルケのもの）、たまに折り紙流に折られたり、転写された過去のキッペンベルガーの展覧会のポスターやリフォトグラフィーのドローイングまでもが組み合わされている。少女として彼の娘ヘレナとキッペンベルガーがならんだ絵「無題」を1996年にはシリーズの一部として制作した。
キッペンベルガーの最後の二つのうち、最初のシリーズは、ピカソの最後の妻であるジャクリーヌがポージングしているように見える、「The Paintings Pablo Couldn’t Paint Anymore.（パブロはこれ以上描けなかった）」という作品だった 。
題して「メデューサ」では、有名なテオドール・ジェリコー（1791－1824）の絵画「メデューズ号の筏」（1819）の登場人物の姿勢を真似ている彼自身を、彼の妻であり写真家のエルフィ・セモタンに撮影させて、最終的に複数の石版画にして組み合わせた。
2011年、キッペンベルガーの「When It Starts Dripping From the Ceiling（いつ天井から落ち始めるか？）」が作品をシミだと勘違いしたドルトムント美術館の管理人により清掃されて、破壊されてしまった。

## 展覧会
1985年、キッペンベルガーはニューヨークのメトロ・ピクチャーズ・リミテッドで多くの立体からなる大きなインスタレーション「アメリカを購入し、エル・サルバドルを売却する」を展示した。
キッペンベルガーの美術的評判と影響は彼の死から高まっている。2003年、彼はカンディダ・ヘーファーとヴェネツィア・ビエンナーレのドイツ代表に選ばれた。彼の最初の美術館での展示はダルムシュタットのヘッセン州立博物館（1986年）だが、彼はドイツの外の機関、パリのポンピドゥー・センター（1993）、ロッテルダムのボイマンス・ヴァン・ベーニンゲン美術館（1994）でより素晴らしい注目を受けた。
彼はいくつかの大きな回顧展が行われ、そのなかの「the Problem Perspective（観点の問題）」展は、2006年にテート・モダン、2008年ロサンゼルス現代美術館、2009年にはニューヨーク近代美術館に巡回した。
2011年にはマラガピカソ美術館にて「キッペンベルガー・ミーツ・ピカソ」展が催された。この展覧会は、キッペンベルガーがどのようびピカソに興味をもち、作品での美術的魅力となったか？ということと、どのように作品シリーズ全体がこのスペインの芸術家から直接的に参照しているか？を展示した。
キッペンベルガーが残した作品は、ケルンのギーゼラ・カピタン・ギャラリーにある。ニューヨークのルーリング・オーガスティンギャラリーで1990年から2011年の間のキッペンベルガーの作品の個展が催された。
彼はジェフ・クーンズやクリストファー・ウール、ローズマリー・トロッケル、マイク・ケリーなどのような著名な作家の作品を集め、注文していた。

## 美術市場
彼の死から彼の評価は堅実にあがり、彼の市場はめざましく広がった。彼の作品の市場価値はかなり晩年になってから評価されただけで、その時でさえも、生前は１万ドル以上で売れることは滅多になかった。2005年の春にフィリップス・ド・ピュリ&カンパニーで1991年の無題のペインティングが102万4000ドルで落札された。2011年にはクリスティーズ・ロンドンにてキッペンベルガーのランプ彫刻「無題（1990年）」が132万ポンド（209万ドル）で落札された。
2012年には、クリスティーズ・ロンドンのイブニング・セールで自画像「無題」が彼のオークションでの最高額となる320万ドル（510万ポンド）で落札された。

## 業績
キッペンベルガーの美術がいくらか注目を集めた時の90年台中頃の作品3つが
ウェールズのオルタナティブ・バンドのマニック・ストリート・プリーチャーズの1994年のアルバム「 The Holy Bible」2010年にジャケットとして使われた。26万ポンドで売れた作品「空飛ぶタンガ」 は最初のシングル「Faster/P.C.P.」に使われ、1983年の作品「良い共産主義者の女」が、2枚目のシングル「Revol」で使用され、「乳、塔、トルッテリーニ」は3枚目のシングル「She Is Suffering」のジャケットである。
2008年には、舌を出したカエルがはりつけにされている、「はじめの一歩」という題名のキッペンベルガーの彫刻が教皇ベネディクトに神を冒涜していると宣告された。